# NGC 4066
NGC 4066 (również PGC 38161 lub UGC 7051) – galaktyka eliptyczna (E), znajdująca się w gwiazdozbiorze Warkocza Bereniki. Odkrył ją John Herschel 24 lutego 1827 roku.